# Pauselijke Commissie Ecclesia Dei
De  Pauselijke Commissie Ecclesia Dei was een commissie van de Rooms-Katholieke Kerk die trachtte bepaalde traditionalistische katholieken, voornamelijk de priesterbroederschap Sint Pius X, terug in volle communio met Rome te brengen. De commissie werd op 2 juli 1988 opgericht door het motu proprio Ecclesia Dei van paus Johannes Paulus II.
Op 12 maart 2009 kondigde paus Benedictus XVI aan dat de Commissie Ecclesia Dei zou gaan vallen onder het gezag van de Congregatie voor de Geloofsleer. De paus wilde daarmee benadrukken dat de geschillen tussen het Vaticaan en de Priesterbroederschap St. Pius X vooral theologisch en leerstellig van aard zijn. Op 2 juli 2009 werd aan dit voornemen verder uitvoering gegeven met het motu proprio Ecclesiae Unitatem.
Op 17 januari 2019 werd de commissie opgeheven als zelfstandig orgaan. Het beleidsterrein werd daarna verzorgd door de Congregatie voor de Geloofsleer.
| Voorzitter van de commissie | Voorzitter van de commissie |
| --------------------------- | --------------------------- |
| 1988 - 1991                 | Paul Mayer                  |
| 1991 - 1995                 | Antonio Innocenti           |
| 1995 - 2000                 | Angelo Felici               |
| 2000 - 2009                 | Darío Castrillón Hoyos      |
| 2009 - 2012                 | William Levada              |
| 2012 - 2017                 | Gerhard Ludwig Müller       |
| 2017 - 2019                 | Luis Ladaria Ferrer         |